# Wilhelm Scholz (Verbandsführer)
Wilhelm Scholz (* 1877; † nach 1938) war ein Verbandsführer der deutschen Automobilindustrie.

## Leben
Scholz war Maschinenbauingenieur. Von 1918 bis 1923 war er Direktor der Adam Opel AG. Von 1923 bis 1935 fungierte er als Generalsekretär des Reichsverbandes der Automobilindustrie und Hauptgeschäftsführer der Wirtschaftsgruppe Fahrzeugindustrie. Von 1935 bis 1938 war er Präsident des Reichs-Kraftwagen-Betriebsverbandes.
Scholz war Mitglied der NSDAP und Staffelführer z.B.V. im Stab der Korpsführung des Nationalsozialistischen Kraftfahrkorps.